# Oláh Tibor (zeneszerző)
Oláh Tibor (Árpád, 1927. december 26. – Marosvásárhely, 2002. október 2.) erdélyi magyar zeneszerző.

## Életútja
A kolozsvári Magyar Művészeti Intézetben tanult zeneszerzést Eisikovits Mihálytól és zongorálni Halmos Györgytől. Tanulmányait Moszkvában fejezte be (1954), majd Münchenben s a darmstadti nyári tanfolyamokon (1966–1971) egészítette ki. Bukarestben telepedett le, ahol rövidesen az új román zenealkotás vezéralakjai közé emelkedett. A bukaresti Zeneakadémia tanáraként (1954–1993) sok zeneszerzőt nevelt.

## Munkássága
Életművében magyar vonatkozású alkotások: Kantáta régi csángó szövegekre (bemutató Nina Cassian román fordításában, 1957, 1960, Moszkva 1964); A toledói ablaküvegezők (operaparódia Bajor Andor szövegkönyvére, bemutató Kolozsváron, 1959); színpadi zenét szerzett a kolozsvári Állami Magyar Opera számára Madách Az ember tragédiája (1965) és Euripidész–Sartre Trójai nők (1966) című drámájához.